# Ptilorrhoa leucosticta
Il garrulo splendido maculato (Ptilorrhoa leucosticta (Sclater, 1874)) è un uccello passeriforme della famiglia degli Psophodidae.

## Etimologia
Il nome scientifico della specie, leucosticta, deriva dall'unione delle parole greche λευκος (leukos/lefkos, "bianco") e στικτος (stiktos, "macchiato"), col significato di "macchiata di bianco", in riferimento alla livrea di questi uccelli.

## Descrizione

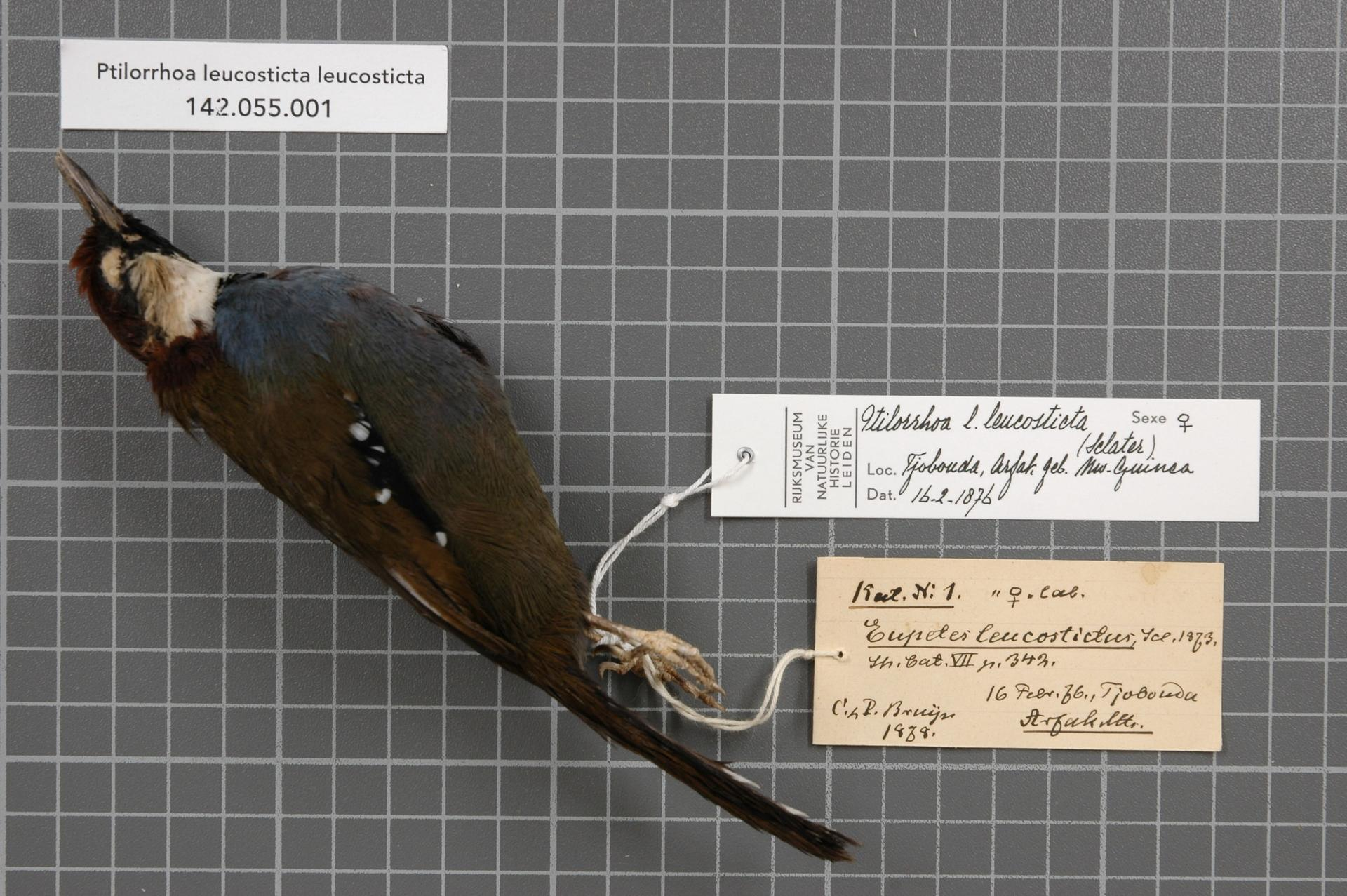
Visione laterale di femmina impagliata.

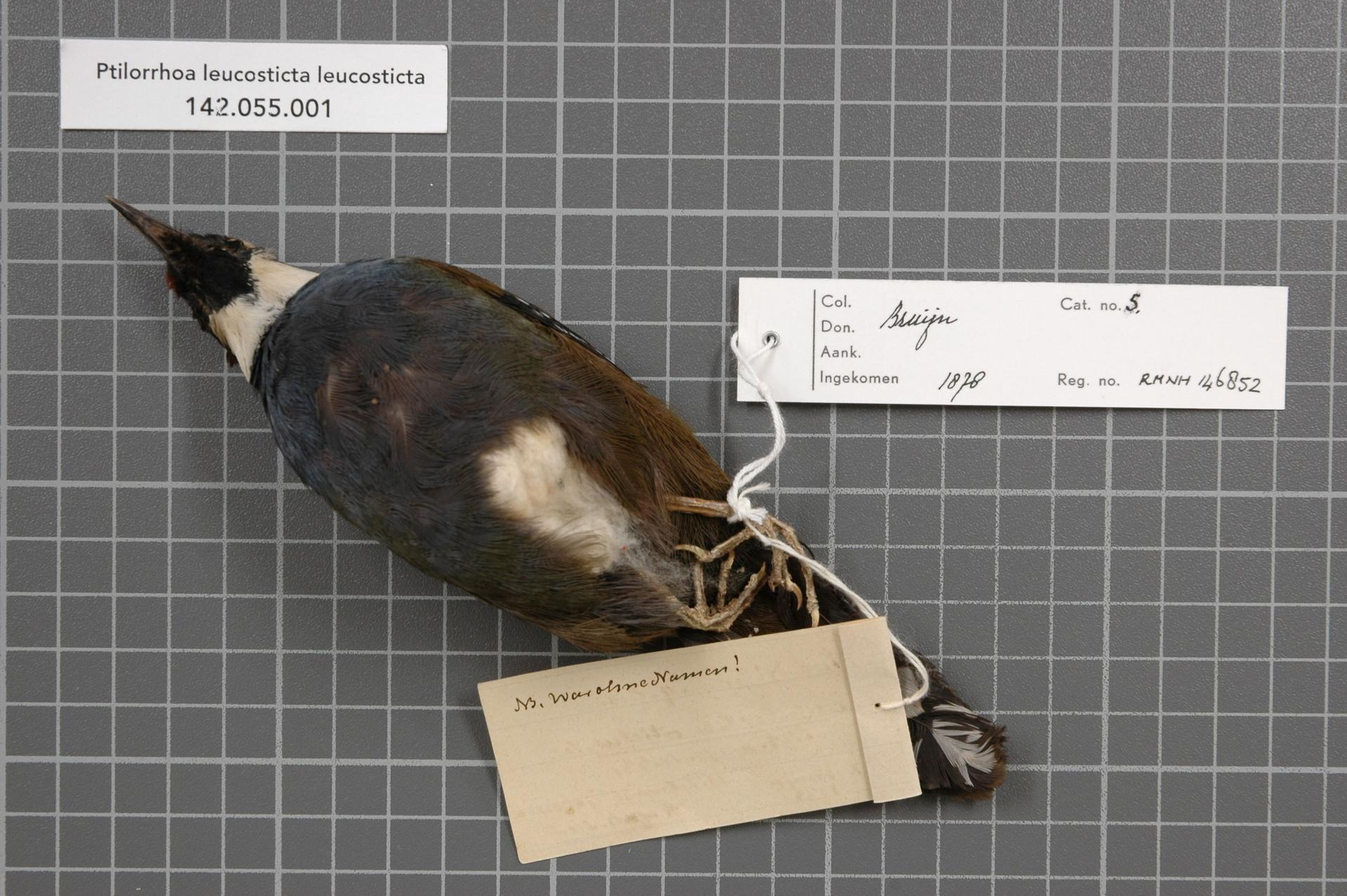
Visione ventrale di femmina impagliata.

### Dimensioni
Misura 20 cm di lunghezza, per 49-51 g di peso.

### Aspetto
Si tratta di uccelli dall'aspetto robusto e slanciato, dalla testa arrotondata con becco sottile e dalla punta lievemente ricurva, ali arrotondate, zampe forti e allungate e coda lunga e dall'estremità arrotondata: nel complesso, questi uccelli sembrano un tordo colorato come un passero.
Il piumaggio è di color rame su fronte, vertice, nuca e coda, mentre dorso, ali (queste ultime con penne dell'area scapolare e copritrici primarie nere dalla punta bianca), codione, sottocoda e fianchi sono di color bruno-olivastro edil petto è di colore grigio ardesia-bluastro: la gola è nera (con area dell'alto petto striata trasversalmente di bianco), così come dello stesso colore è una banda che dai lati del becco raggiunge lìocchio e si protende nell'area auricolare, separando il bruno ramato della calotta dalle guance, che sono di colore bianco sporco.
Il becco e le zampe sono nerastri, mentre gli occhi sono di colore bruno scuro.

## Biologia
Si tratta di uccelli dalle abitudini solitarie e diurne, che si muovono da soli o in coppie mantenendosi perlopiù al suolo e fra i tronchi caduti, passando la maggior parte della giornata alla ricerca di cibo.
Il richiamo di questi uccelli è un'alta sequenza di note metalliche acute che possono andare da 7 a 20, simile al suono di un campanellino: in caso di pericolo, essi emettono degli aspri versi gracchianti.

### Alimentazione
La dieta di questi uccelli è in massima parte insettivora, componendosi perlopiù di insetti ed altri piccoli invertebrati reperiti in prevalenza fra il fogliame o sotto i sassi, al suolo: essi si nutrono inoltre sporadicamente di piccoli vertebrati (soprattutto rane), bacche e piccoli frutti.

### Riproduzione
Sono stati osservati nidi (coppe di rametti intrecciati foderate internamente di fibre vegetali, situate fra le fronde dei cespugli ad altezza non eccessiva) fra la fine di agosto e la fine di ottobre, ad indicare un probabile legame fra la stagione degli amori e la fase finale della stagione secca: pur mancando altre informazioni sulla riproduzione di questi uccelli, si ha motivo di supporre che essa non differisca in maniera significativa da quella delle specie congeneri.

## Distribuzione e habitat
Il garrulo splendido maculato è endemico della Nuova Guinea, della quale popola un po' tutte le aree montuose e pedemontane.
L'habitat di questi uccelli è rappresentato dalla foresta montana e nebulosa fra i 1200 ed i 2700 m di quota: fino a 1450 m di quota, l'areale di questi uccelli si sovrappone a quello dell'affine garrulo splendido dorsocastano.

## Tassonomia
Se ne riconoscono sette sottospecie:
- Ptilorrhoa leucosticta leucosticta (Sclater, 1874) - la sottospecie nominale, diffusa nella penisola di Doberai;
- Ptilorrhoa leucosticta mayri (Hartert, 1930) - diffusa lungo la zona montuosa della costa sud-occidentale della baia di Cenderawasih;
- Ptilorrhoa leucosticta centralis (Mayr, 1936) - diffusa nei monti Maoke fino alle Star Mountains;
- Ptilorrhoa leucosticta sibilans (Mayr, 1931) - diffusa lungo la costa settentrionale (montagne Foja e monti Cyclops);
- Ptilorrhoa leucosticta menawa (Diamond, 1969) - endemica dei monti Bewani;
- Ptilorrhoa leucosticta amabilis (Mayr, 1931) - endemica della penisola di Huon;
- Ptilorrhoa leucosticta loriae (Salvadori, 1896) - diffusa nei monti Owen Stanley a sud est del monte Hagen;

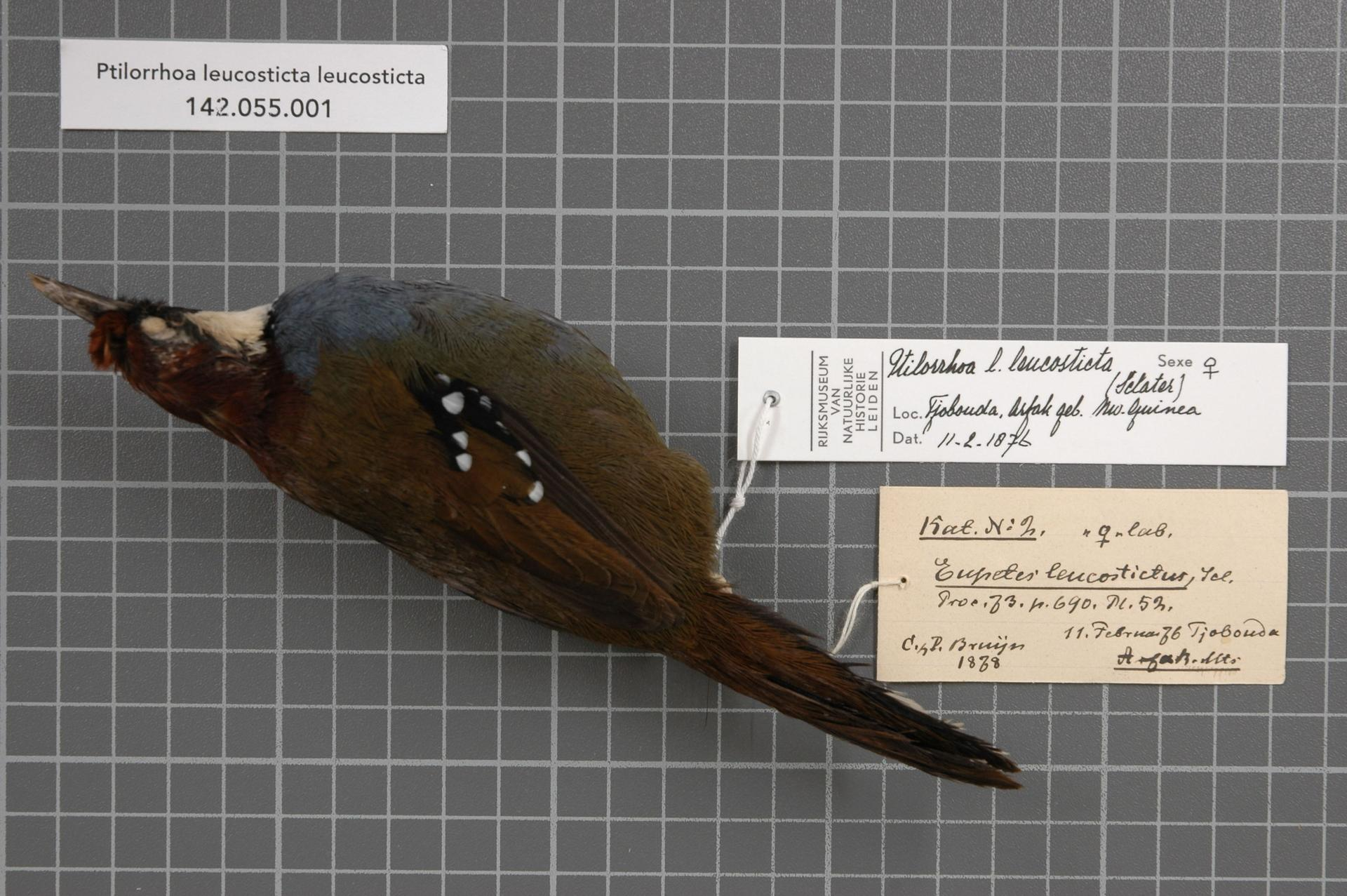
Femmina impagliata della sottospecie nominale.
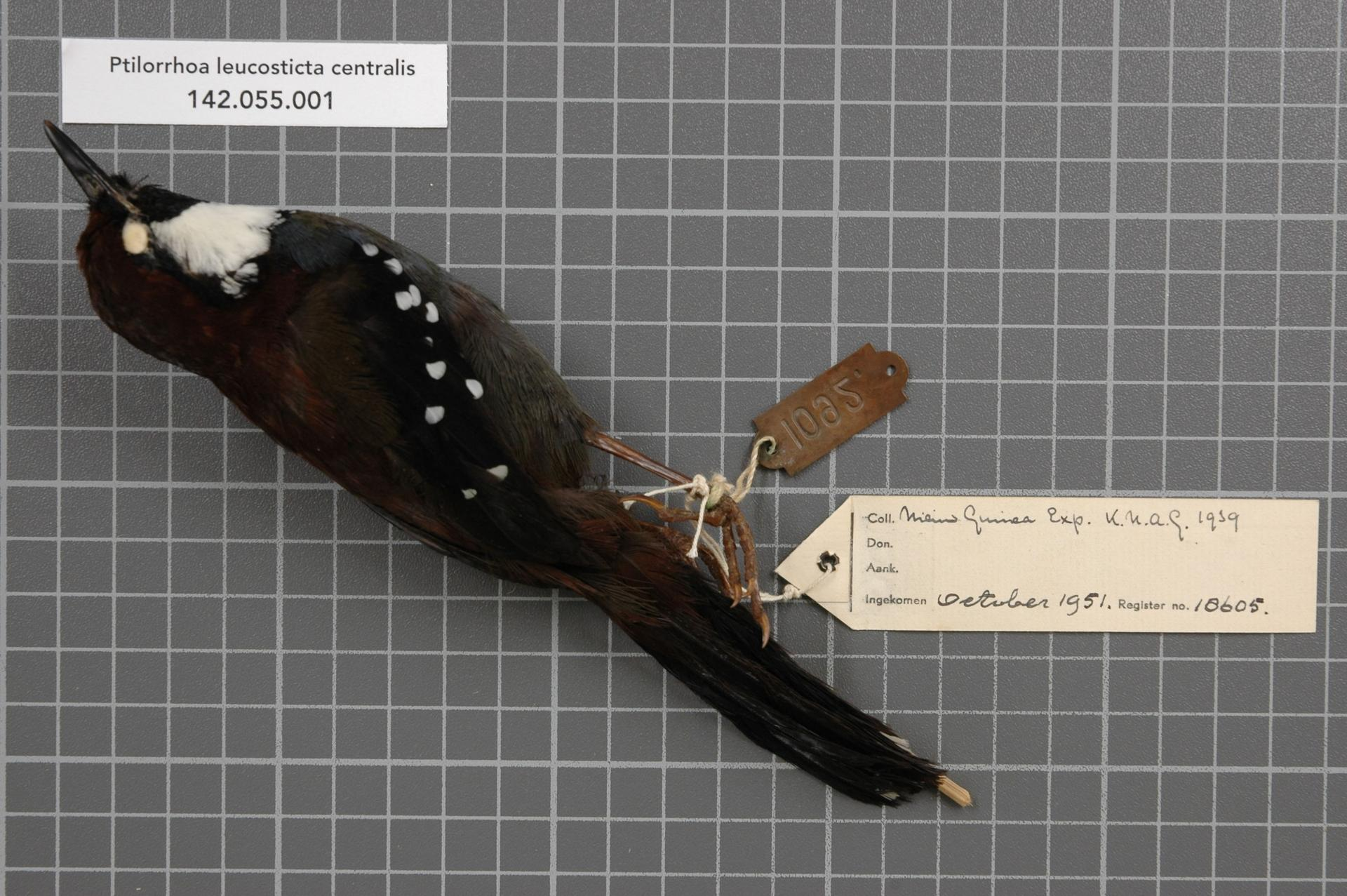
Femmina impagliata della sottospecie centralis.
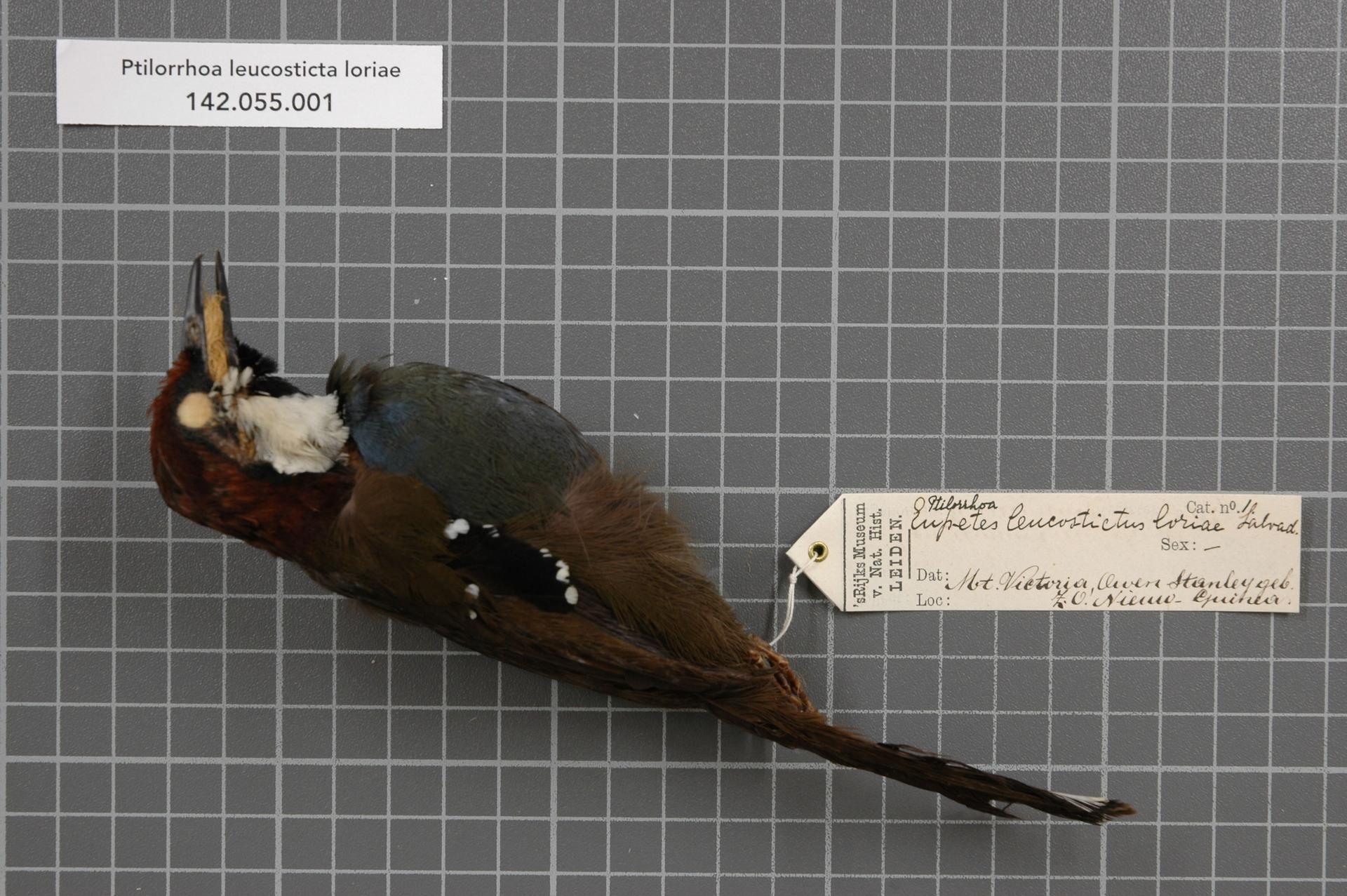
Esemplare impagliato della sottospecie loriae.